# San-Salvador-Sheraton-Mord
Als San-Salvador-Sheraton-Mord wird ein dreifacher Mord in einem Sheraton-Hotel in El Salvador im Jahr 1981 bezeichnet.

## Ermittlungsergebnisse

### Roter Toyota-Pickup
Am 2. Dezember 1980 wurden vier Schwestern des Maryknoll-Missionsordens durch Mitglieder der Sección Inteligencia der Guardia Nacional entführt, vergewaltigt und ermordet. Am 19. Dezember 1980 berichtete der Sonderuntersuchungsausschuss der Junta, zu welcher José Napoleón Duarte gehörte, dass ein roter Dreivierteltonner-Transporter der Marke Toyota gesehen wurde, wie er am 2. Dezember 1980 etwa gegen 11:00 Uhr vom Tatort wegfuhr, sowie, dass der ausgebrannte Lieferwagen der Opfer einen roten Fleck aufwies. Das FBI hatte festgestellt, dass diese Farbreste zu einem roten Toyota des Hotel Sheraton in San Salvador gehörten.

### Neujahrsempfang im Sheraton
1980 hatte die Sección Inteligencia der Guardia Nacional einen Mord an José Rodolfo Viera Lizama (* 1938), Direktor des Amtes für die Agrarreform (Instituto Salvadoreño de Transformación Agraria, ISTA) geplant. Am Abend des 3. Januars 1981 waren Roberto D’Aubuisson Arrieta, der stellvertretende Direktor der ANSESAL, und Mayor Mario Denis Moran Echeverria, der Leiter Sección Inteligencia der Gurardia Nacional, auf einer Dinnerparty im Sheraton-Hotel. Die Hausherren des Neujahrsempfang der Todesschwadron waren Ricardo Sol Meza und sein Schwager Hans Christ. Ricardo Sol Meza war Mitinhaber des Sheraton, in welchem er kurz vorher eine Rollschuhdisko eröffnet hatte. Hans Christ ist Sohn eines Deutschen, welcher nach dem Zweiten Weltkrieg nach El Salvador eingewandert ist. Durch Geschäfte in der Geflügelindustrie war er Partner von hochrangigen Militärs. Die Fahrer der wohlhabenden Gäste blieben in den Fahrzeugen auf dem Parkplatz vor dem Sheraton und bewachten diese. Das Fahrzeug von Moran bewachte Gomez Gonzalez von der Guardia Nacional. Rodolfo Isidro López Sibrián, stellvertretender Befehlshaber der Sección Inteligencia, befahl José Dimas Valle Acevedo, auch ein Angehöriger der Guardia Nacional, ihn zum Sheraton zu fahren. López Sibrián hatte eine 9 mm Ingram-Maschinenpistole aus der Waffenkammer der Guardia Nacional bei sich. Ungefähr um 22:00 Uhr trafen sich Christ, Sibrián und Capitán Eduardo Ernesto Alfonso Avila im Hotelrestaurant des Sheraton.

### Dreifacher Mord im Sheraton
Später kam Viera mit zwei Begleitern in das Restaurant. Bei der Begleitung von Viera handelte es sich um Michael Peter Hammer (* 1939 in Potomac, Md), Leiter der Abteilung zur Entwicklung von Landarbeitergewerkschaften, und Mark David Pearlman (* 1945 in Seattle), Justiziar des AIFLD. Da das Restaurant wegen der Veranstaltung besetzt war, erkundigten sie sich nach etwas Privaterem. Ein Angestellter empfahl ihnen den Salon Las Americas, welcher geräumig ist. Christ erkannte Viera und machte Avila auf ihn aufmerksam. Jemand in der Gruppe bemerkte, dass er sich einen Bart hatte wachsen lassen und es gut wäre, wenn er tot wäre. Als López Sibrián Viera sah, sagte er, dass es eine gute Gelegenheit wäre, ihn zu töten. Einer stand vom Tisch auf, um zu beobachten, wohin die Gruppe mit Viera ging. López Sibrián, Avila und Christ gingen über den Parkplatz vor dem Sheraton und stiegen in das Fahrzeug zu Valle Acevedo. Valle Acevedo wurde aufgefordert, den Präsidenten der ISTA und seine beiden Begleiter zu töten. Valle Acevedo weigerte sich, die Morde alleine auszuführen. López Sibrián stieg aus dem Fahrzeug ging über den Parkplatz hinüber zum Guardia Nacional Gomez Gonzalez, welcher im Fahrzeug von Mario Denis Moran Echeverria saß. López Sibrián befahl ihm, mit ihm zu kommen. Als Gomez Gonzalez erwiderte, er könne nichts ohne die Zustimmung von Denis Moran tun, ging López Sibrián in das Hotel hinein und kam unmittelbar danach wieder heraus und erzählte Gomez Gonzalez, dass Denis Moran zugestimmt hätte. López Sibrián und Gomez Gonzalez gingen zu Sibriáns Fahrzeug, in welchem Valle Acevedo, Christ und Avila saßen. López Sibrián befahl Valle Acevedo und Gomez Gonzalez, Hans Christ ins Hotel zu begleiten und die drei Männer dort zu töten. Er gab Gomez Gonzalez die 9 mm Ingram-Maschinenpistole, während Avila Valle Acevedo eine Uzi und ein khakifarbenes T-Shirt gab, um die Waffe zu verbergen.
Christ sagte ihnen, dass er den Mann identifizieren würde. Im Schlepptau von Christ konnten die Bewaffneten die Sicherheitskontrollen des Sheratons passieren. Christ deutete auf Viera, Hammer und Pearlman. Die Guardias Nacionales Valle Acevedo und Gomez Gonzalez erschossen Viera und seine beiden Begleiter. Die Schützen verließen umgehend das Sheraton und entkamen mit Sibriáns Fahrzeug zu einem Bestattungsinstitut, gefolgt von Avila in seinem Fahrzeug. Dort gaben sie die Waffen an die jeweiligen Vorbesitzer zurück und López Sibrián befahl ihnen, sich ins Hauptquartier der Guardia Nacional zu begeben.

## Folgen
Nach den Morden an Viera, Hammer und Pearlman wurde innerhalb der Guardia Nacional bekannt, dass Mitglieder der Gruppe 2 (G2), zu welcher Valle Acevedo und Gomez Gonzalez gehörten, den Mord begangen hatten. Am 14. Februar 1986 wurden Valle Acevedo und Gomez Gonzalez zu 30 Jahren Haft verurteilt. Am 19. Dezember 1987 wurden sie aufgrund einer Amnestie entlassen. Das Verfahren gegen Avila wurde aus demselben Grund eingestellt.
Weder Sibrián noch Moran noch irgendein anderer el-salvadorianischer Offizier wurde für die Morde im Sheraton verurteilt. Moran wusste darüber Bescheid, dass sein Stellvertreter López Sibrián den beiden Guardias Nacionales die Morde befohlen hatte. Er informierte nicht die Strafverfolgungsbehörden.
2016 erklärte der Oberste Gerichtshof das Amnestiegesetz für verfassungswidrig. 2019 wurde der inzwischen 64-jährige Valle Acevedo verhaftet und erneut vor Gericht gestellt, um eine Fortsetzung seiner Haftstrafe für den Dreifachmord zu ermöglichen.